# Сепп, Лео
Лео Бодо Сепп (родился 7 ноября 1892 года Симуна - умер 13 декабря 1941 года в Уссольлаге Пермской области) был эстонским политиком, финансовым деятелем и писателем (псевдоним Рейн Сарвесааре).

## Биография
Сепп окончил Рижский политехнический институт в 1914 году. В 1917 году он был председателем уездного правительства и ополчения в Вильянди, был заключён в тюрьму большевиками и в 1918 году вывезен в Россию, где был освобожден после подписания Брестского мира. Сепп участвовал в Эстонской освободительной войне в составе 1-го конного полка.
С 1921 по 1924 год он был директором Банка Эстонии, а затем министром финансов в нескольких правительствах. Он участвовал в проведении денежной реформы 1927 года, которую международные ученые позже сочли одной из самых продвинутых денежных реформ своего времени в мире.
30 ноября 1938 года он сказал в Рийгикогу: «Я говорю, что мы - богатая нация, нация, которая может тратить более 30 миллионов крон на табак и алкоголь каждый год - даже в ущерб своему здоровью. Если вы говорите, что правительство своей политикой научило людей пить, это неправильно. - Если сейчас на табак и алкоголь выпущено 33,9 миллиона бумажных крон, то в 1928 году Кроме того, 31,5 млн. грн. Золотая Корона. Если такая богатая нация сама не может потратить небольшую часть этих отходов на создание чего-то более красивого и долговечного, то государственные власти обязаны это организовать».
Сепп был арестован НКВД в 1941 году и умер в заключении.

## Признание
- 1939 - Орден Белой Звезды I степени.
- Кавалер I степени Латвийского Ордена Трех Звезд

## Внешние ссылки
- Leo Sepp Eesti biograafilises andmebaasis ISIK